# Юрьевская философская школа
Юрьевская философская школа — первая университетская философская школа в России, основанная профессором Юрьевского университета Густавом Тейхмюллером. Существовала в период с 1870-х по 1910-е гг.  в Дерпте. Основные представители: Г. Тейхмюллер, Я. Ф. Озе, В. Ф. Лютославский, Е. А. Бобров, В. С. Шилкарский. Мировоззрением школы был метафизический персонализм.

## История

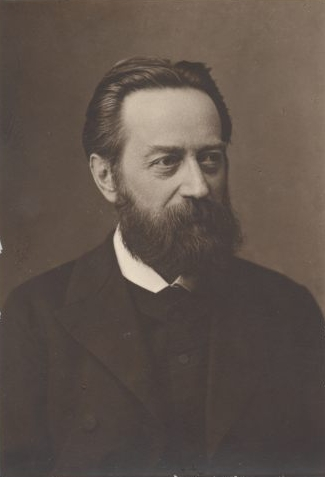
Густав Тейхмюллер

Философская школа Юрьевского университета была основана в 1870-х годах немецким философом-персоналистом Г. Тейхмюллером. Тейхмюллер родился в 1832 году в Брауншвейге, окончил Берлинский университет, где учился у профессора А. Тренделенбурга. В конце 1850-х годов, проживая в России, преподавал древние языки в Петербургской школе св. Анны. С 1860 года преподавал философию в Гёттингенском университете, где познакомился с Р. Г. Лотце; с 1867 был профессором философии в Гёттингенском, а с 1868 — в Базельском университете. В 1870 году Тейхмюллер был приглашён на философскую кафедру Юрьевского университета, которую возглавлял до своей смерти в 1888 году. Преподавание в университете в то время велось на немецком языке. Именно в годы работы в Юрьевском университете сложилось оригинальное философское учение Тейхмюллера, основанное на идеях Лейбница и Лотце и названное им персонализмом. В эти же годы были опубликованы основные сочинения философа, излагавшие его взгляды: «Бессмертие души» (Unsterblichkeit der Seele, 1874), «Дарвинизм и философия» (Darwinismus und Philosophie, 1877), «Действительный и кажущийся мир» (Die wirkliche und die scheinbare Welt, 1882), «Философия религии» (Die Religionsphilosophie, 1886) и некоторые другие. Здесь же вокруг него сложился интернациональный кружок последователей, составивших костяк будущей философской школы.
Ключевым понятием философии Тейхмюллера было понятие бытия. По мнению Тейхмюллера, источником всех наших понятий является непосредственное сознание, в котором мы находим три рода бытия: идейное, действительное и субстанциональное. К идейному бытию относятся содержания нашего сознания, к действительному — деятельности нашего сознания, а субстанциональное бытие принадлежит нашему «я», объединяющему в себе свои деятельности и их содержания. Таким образом, в основе всех наших понятий о бытии лежит знание о нашем собственном «я». Понятие о внешнем мире строится нами по аналогии с нашим «я»: внешний мир состоит из множества подобных нам субстанциональных единств, имеющих свои деятельности и их содержания. Субстанции находятся на разных ступенях развития; субстанции, обладающие развитым самосознанием, становятся личностями, поэтому и учение Тейхмюллера называется персонализмом. Ошибка других философских систем состоит в том, что они приписывают субстанциональное бытие содержаниям и деятельностям нашего сознания. Из этой ошибки вырастают такие характерные философские учения, как материализм, позитивизм и платоновский идеализм. Все они отрицают того единственного носителя всякой реальности, который известен нам из непосредственного сознания и которого мы называем словом «я».

## Представители
- Яков Фридрихович Озе (1860—1919) — латыш, родился в Курляндской губернии, обучался в Гольдингенской гимназии. В 1877 поступил на богословский факультет Юрьевского университета, где слушал лекции Тейхмюллера. В 1888 году получил степень магистра философии за сочинение по философии Лейбница. В 1889 году, после смерти Тейхмюллера, стал его преемником на кафедре философии Юрьевского университета. Скончался во время эвакуации университета в Воронеже в 1919 году. Усилиями Озе были опубликованы последние, наиболее важные труды Тейхмюллера, такие как «Новое основание психологии и логики» (Neue Grumdlegung der Psychologie und Logik, 1889). Собственное философское учение, основанное на идеях Тейхмюллера, Озе называл «критическим персонализмом»; его взгляды изложены главным образом в сочинениях «Персонализм и проективизм в метафизике Лотце» (1896) и «Гносеология» (1908).

- Викентий Лютославский (1863—1954) — поляк, дядя композитора Витольда Лютославского. Родился в Варшаве, окончил среднюю школу в Митаве, учился в Рижском техническом институте. В 1885 окончил Юрьевский университет, где изучал философию под руководством Тейхмюллера. С 1890 преподавал философию в Казанском университете, с 1920 был профессором философии в Вильнюсском университете, с 1946 в Ягеллонском университете в Кракове. Лютославский был польским мессианистом, знатоком философии Платона и одним из создателей стилометрии. Его философские взгляды изложены главным образом в сочинениях на польском и английском языке. В частности, на английском языке вышли книги «Мир душ» (The World of Souls, 1924) и «Знание реальности» (The Knowledge of Reality, 1930).

- Евгений Александрович Бобров (1867—1933) — русский, родился в семье землемера в Риге. Закончив Екатеринбургскую гимназию, поступил в Казанский, а затем в Юрьевский университет, где учился под руководством Тейхмюллера. С 1896 года был профессором философии в Казанском, а затем в Варшавском университете. После революции 1917 года был профессором Донского и Северокавказского университетов. Бобров посвятил немало усилий пропаганде взглядов своего учителя. Свою интерпретацию философии Тейхмюллера он называл «критическим индивидуализмом». Учение Боброва изложено главным образом в трудах «О понятии искусства» (1895), «Из истории критического индивидуализма» (1898), «О самосознании» (1898) и в трёхтомном труде «Бытие индивидуальное и бытие координальное» (1900). Учеником Боброва был казанский философ И. И. Ягодинский.

- Владимир Семёнович Шилкарский (1884—1960) — русский, родился в Ковенской губернии, окончил гимназию в Митаве. Учился на историко-филологическом факультете Московского университета под руководством профессора Л. М. Лопатина. В 1914 году перебрался в Юрьевский университет, где занимался философией под руководством профессора Я. Ф. Озе. В 1919 году переселился в Литву, стал профессором Вильнюсского, а затем Каунасского университета, публиковал сочинения на литовском языке. После Второй мировой войны был профессором Боннского университета; умер в 1960 году в Бонне. Основные труды Шилкарского на русском языке — «Типологический метод в истории философии» (1916) и «Проблема сущего» (1917), в которых он стремился объединить историко-философские концепции Лопатина и Тейхмюллера.

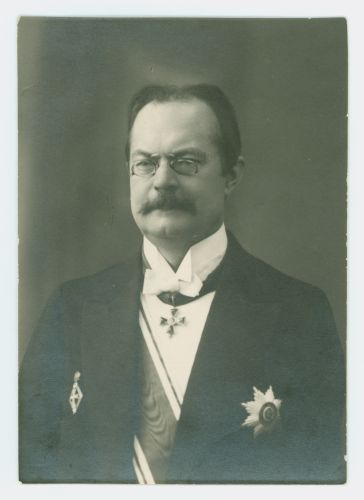
Яков Озе
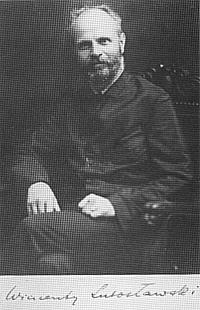
Викентий Лютославский
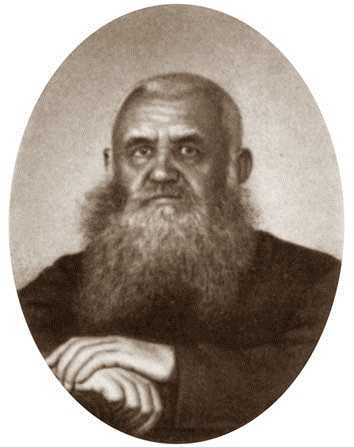
Евгений Бобров
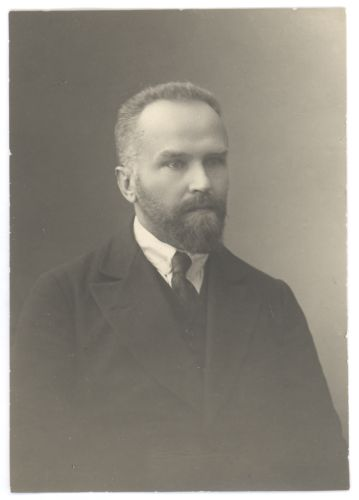
Владимир Шилкарский